# Oliveira do Douro (Cinfães)
Oliveira do Douro is een plaats (freguesia) in de Portugese gemeente Cinfães en telt 1 785 inwoners (2001).